# Urohendersonia stipae
Urohendersonia stipae är en svampart som beskrevs av H.C. Greene 1953. Urohendersonia stipae ingår i släktet Urohendersonia, divisionen sporsäcksvampar och riket svampar.   Inga underarter finns listade i Catalogue of Life.